# Arkitektvillan

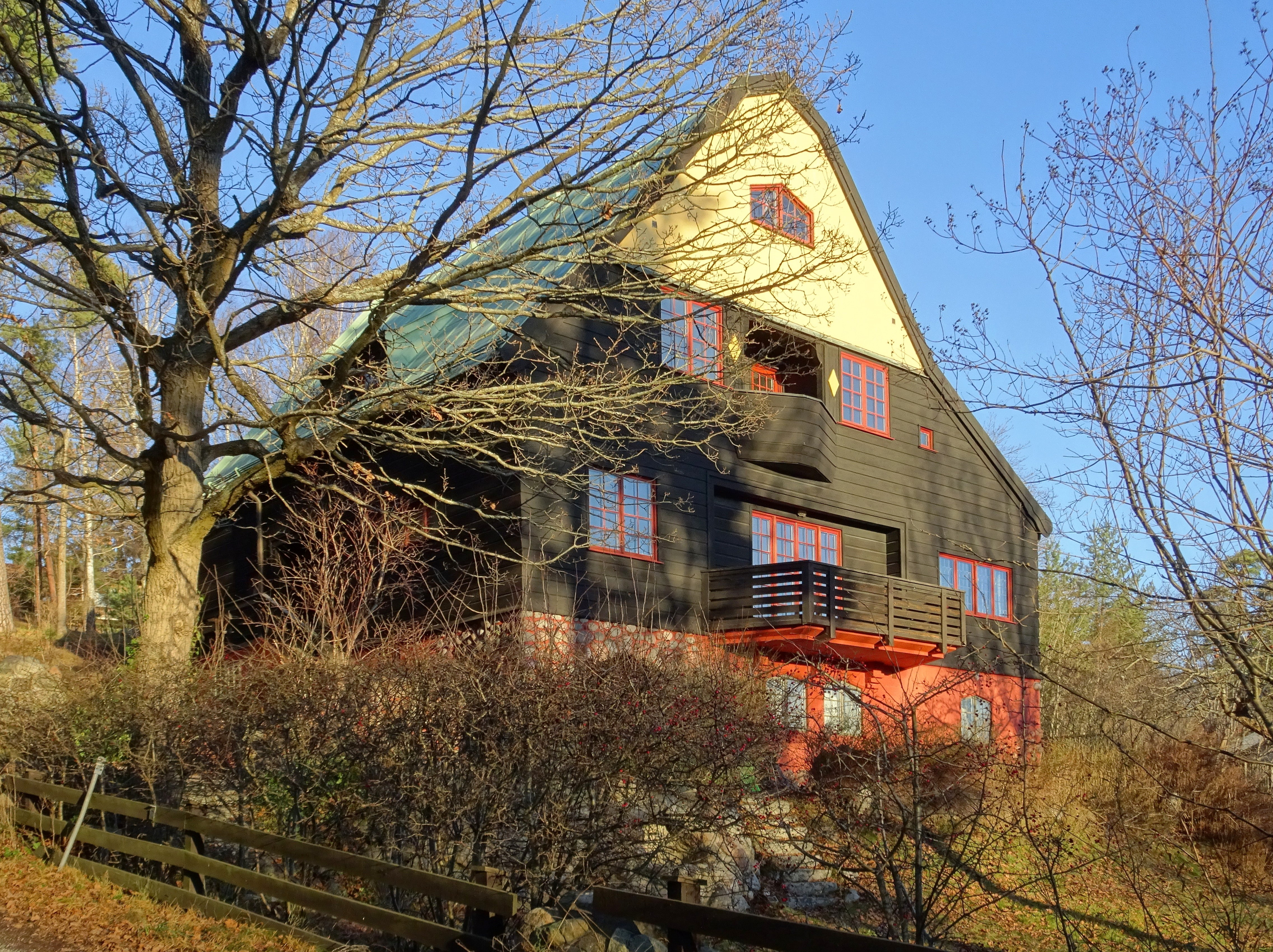
Arkitektvillan, fasad mot söder, 2021.

Arkitektvillan kallas en kulturhistoriskt värdefull byggnad vid Knut Pernos väg 12 i Saltsjö-Duvnäs i Nacka kommun. Byggnaden uppfördes 1911 efter ritningar av arkitekt Carl Kempendahl till sig själv och sin familj. Enligt Stockholms adresskalender var han bosatt där till 1918.

## Byggnadsbeskrivning
Arkitekt Carl Kempendahl knöts tidigt till det nybildade bolaget AB Saltsjö-Dufnäs Villatomter. Han ritade ett stort antal villor på uppdrag av villabolaget och fungerade också som företagets rådgivare och byggnadschef. Kempendahl kom även att rita sin egen villa vid nuvarande Knut Pernos väg, inte långt från Saltsjö-Duvnäs station. Villorna var den vid tiden ofta gestaltade i rådande nationalromantiken med bland annat stora takfall och småspröjsade fönster. Fasaderna kläddes gärna med mörkbrunt laserad träpanel. Kempendahls villa är en bra representant för denna stil.
Arkitektvillan uppfördes på en 2 190 m² stor södervänd hörntomt. Huset byggdes av trä med fasaderna klädda med liggande bruntjärad panel på en rödputsad sockel. Husets höga, grönmålade sadeltak har en liten brytning nära takåsen, i väster finns en mindre takkupa. Gavelspetsen mot söder är putsad och avfärgad i gul kulör. Norra gavelns övre del är klädd med stående bruntjärad panel. Fasadens dörr- och fönstersnickerier är rödmålade vilket ger en fin kontrast till de nästan svarta väggarna. Fasaderna är omsorgsfullt genomarbetade och fulla av finurliga detaljer som flera balkonger, olik formade fönster och av runda stenar murade valvöppningar. 
Huset ligger på en brant backe i souterräng med källarvåningen mot söder och entrén åt väster. Sluttningen är täckt av gräsmattor och beväxt med flera stora ekar. I trädgården märktes en mycket intressant huggen sten, som vid närmare granskning visade sig vara ett Riksäpple av granit som en gång i tiden prydde taket på Helgeandsholmens Gamla riksbankhus. Genom Per Åsbrink (tidigare riksbankschef) hade Riksäpplet kommit hit. Åsbrink bodde med familjen under många år i Arkitektvillan och sonen Erik Åsbrink växte upp här. Riksäpplet försvann i samband med ett ägarbyte och 2017 fanns den inte kvar längre.

## Bilder

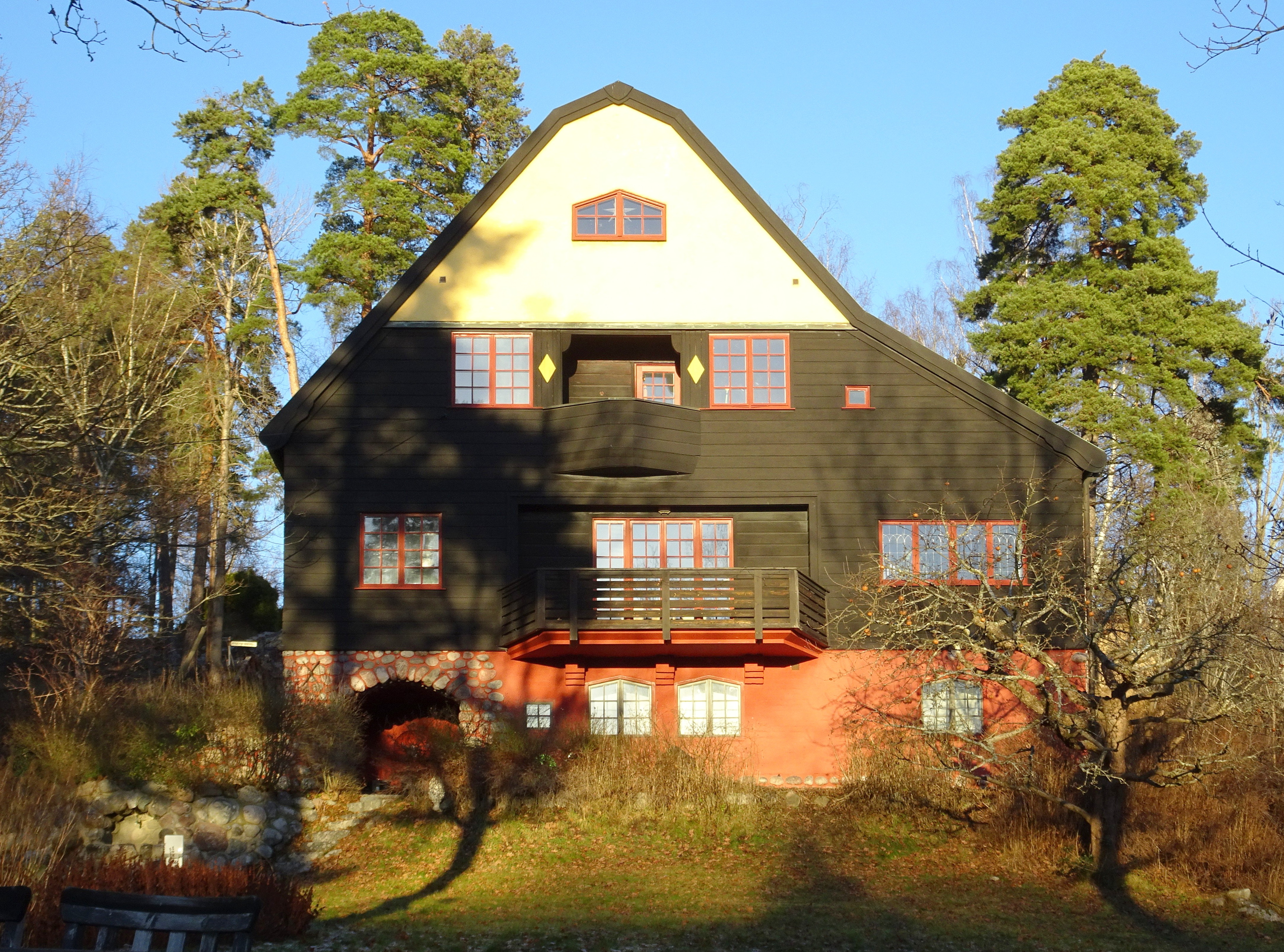
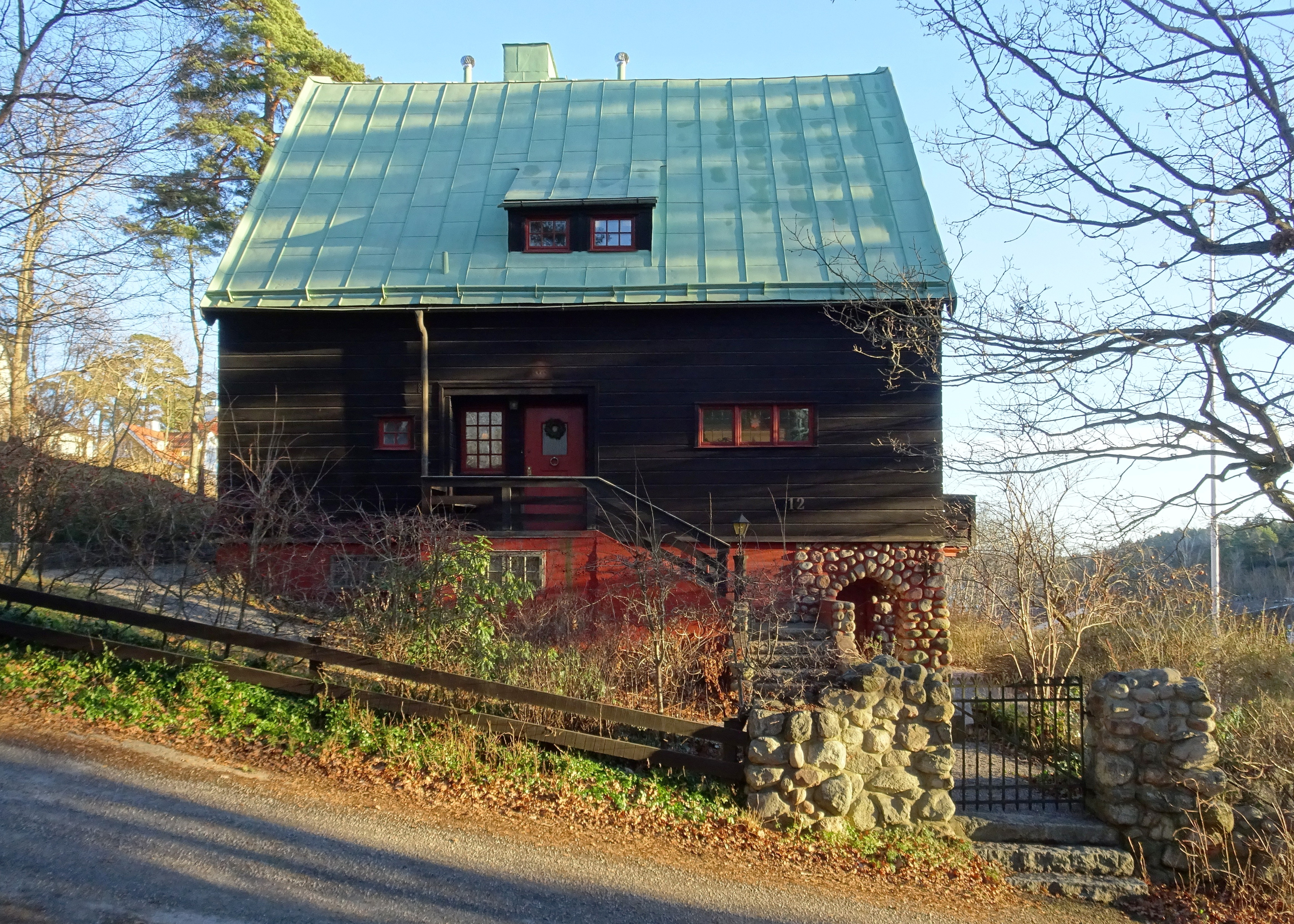
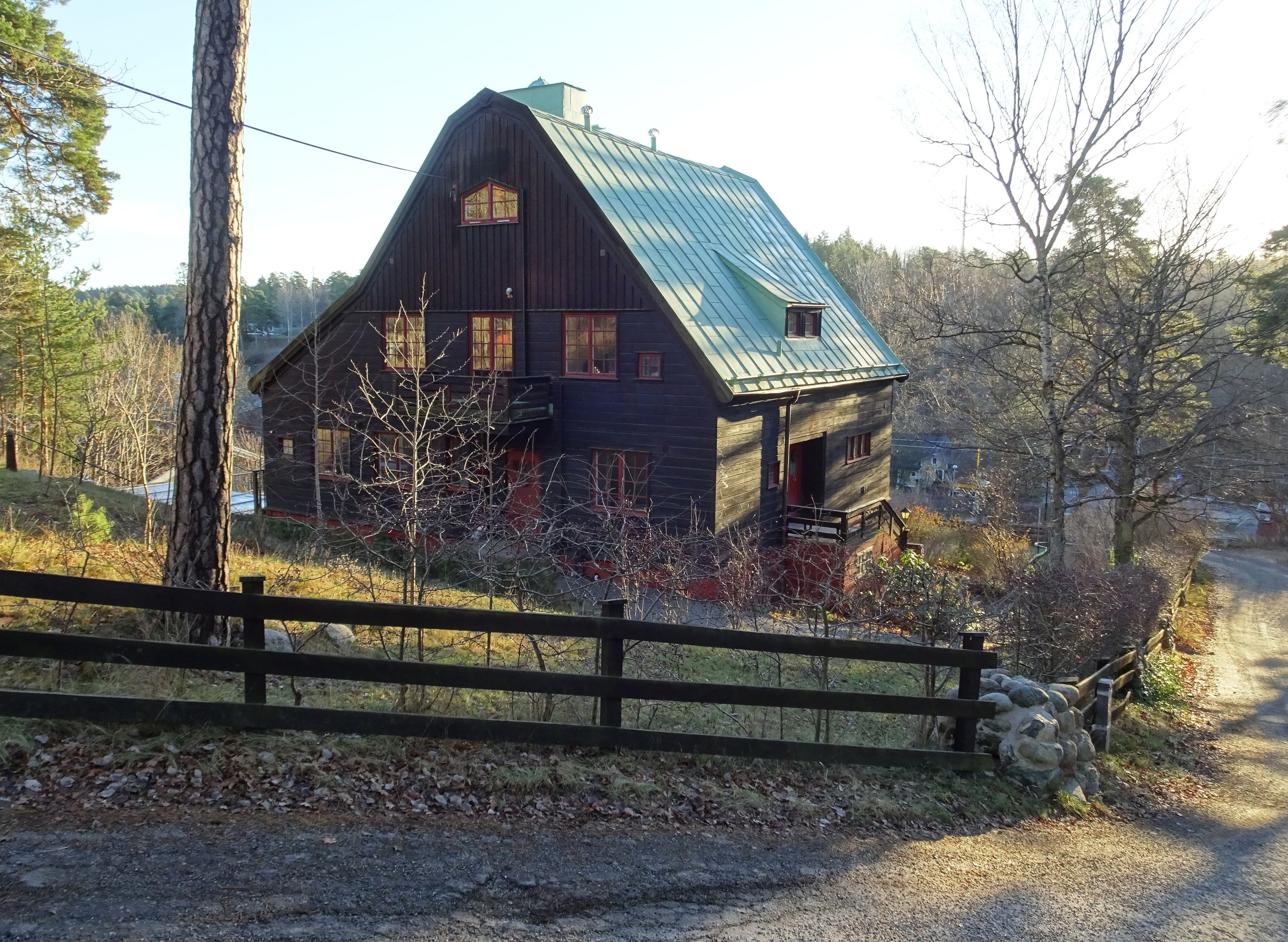
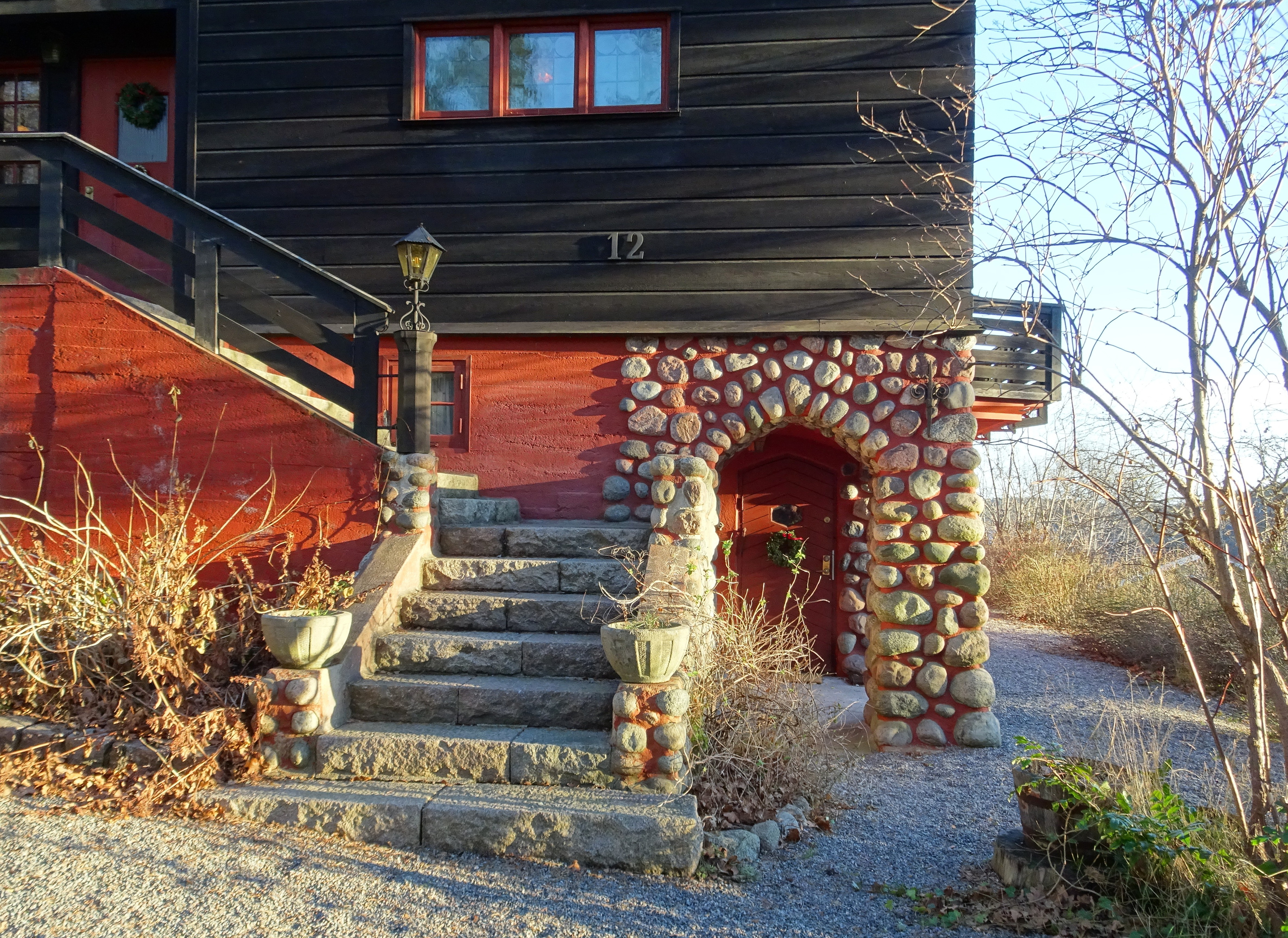